# Скричер
Скри́чер (англ. screecher, букв. — «верескун») — трикутне косе вітрило, що поєднує в собі ознаки спінакера та ричера.
Схожість зі спінакером полягає в тім, що він не кріпиться до штага передньою шкаториною і має зазвичай трохи більшу кривину, ніж генуя. Форма і натяг передньої шкаторини підтримуються фалом і ліктросом. Багато які скричери уможливлюють поворот через фордевінд травленням шкота і перекиданням їхнього полотнища через передню шкаторину «навиворіт», майже так само, як і у випадку з асиметричним спінакером. Виконання оверштагу зі скричером вимагає його згортання з наступним перевстановленням. Схожість з генуєю — у тім, що він має білий колір, а його шкотовий кут завжди заходить за щоглу.